# Hermann Creutzenberg

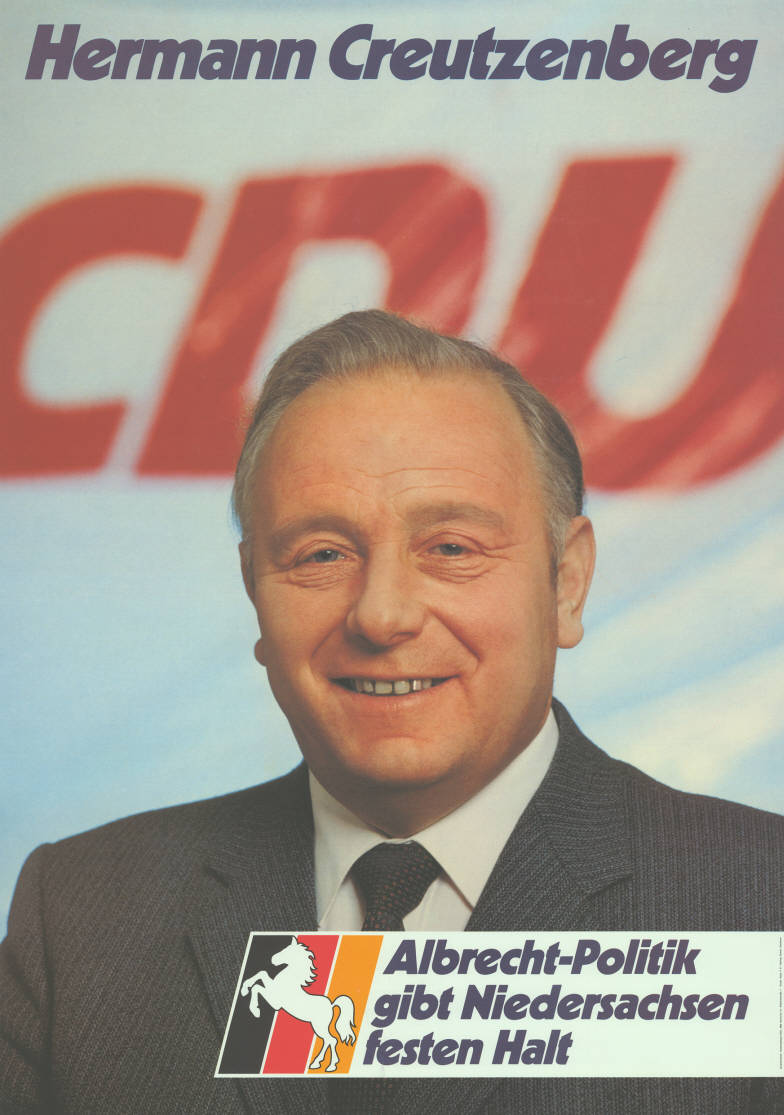
Kandidatenplakat zur Landtagswahl in Niedersachsen 1982

Hermann Creutzenberg (* 14. September 1923 in Hartsgast; † 22. Dezember 1998 in Wittmund) war ein deutscher Politiker (CDU).
Creutzenberg besuchte die Volksschule, schloss daran eine Fortbildungsschule und absolvierte die Fachschule. Während des Zweiten Weltkrieges leistete er drei Jahre Kriegsdienst. Am 18. Mai 1942 beantragte er die Aufnahme in die NSDAP und wurde zum 1. September desselben Jahres aufgenommen (Mitgliedsnummer 9.129.630). Seit 1950 war Creutzenberg als selbständiger Landwirt tätig. 1968 wurde er Vorsitzender des CDU-Kreisverbandes in Wittmund. Er war Mitglied sowie Vorstandsmitglied mehrerer Verbände und Vereine. In Hartsgast war er seit 1952 Ratsherr und zwischen 1958 und 1972 Bürgermeister und ehrenamtlicher Gemeindedirektor.
Seit 1960 war er Kreistagsabgeordneter. Zwischen 1964 und 1977 sowie ab 1980 war er Landrat des Landkreises Wittmund. Creutzenberg wurde in der 7. bis 10. Wahlperiode von 1970 bis 1986 Mitglied des Niedersächsischen Landtages. Im Landtag war er von 1978 bis 1982 Vorsitzender des Ausschusses für Häfen und Schifffahrt.

## Ehrungen
Creutzenberg wurde mit dem Bundesverdienstkreuz am Bande, 1. Klasse und dem Niedersächsischen Verdienstordens Erster Klasse ausgezeichnet.